# Cyrtauchenius artifex
Espèce
Synonymes
- Dolichoscaptus artifex Simon, 1889

Cyrtauchenius artifex est une espèce d'araignées mygalomorphes de la famille des Cyrtaucheniidae.

## Distribution
Cette espèce est endémique d'Algérie.

## Publication originale
- Simon, 1889 : Étude sur les espèces de la famille des Aviculariidae qui habitent le nord de l'Afrique. Actes de la Société linnéenne de Bordeaux, vol. 42, p. 379-397 (texte intégral).